# Emil Hauser
Emil Hauser, (Emmanuel) (Budapest, 17 maggio 1893 – Israele, 27 gennaio 1978), è stato un violinista e docente ungherese con cittadinanza israeliana naturalizzato statunitense. Fu co-fondatore e leader del Budapest String Quartet, fondatore del Conservatorio della musica della Palestina (1933) e suo primo direttore, insegnante di musica alla Juilliard School e al Bard College, New York.

## Biografia
Nacque in una famiglia ebrea di Budapest da Ignác e Henriette Hauser. Nel 1917, è stato uno dei fondatori del Budapest String Quartet, in cui ha suonato come primo violino nel 1932/33 quando se ne andò in Palestina. È stato uno dei fondatori del Conservatorio palestinese e ha anche creato un quartetto d'archi. Alla fine del 1930 si spostò negli Stati Uniti, dove insegnò presso il Bard College e alla Juilliard School. Alla fine del 1960 tornò in Israele.

## Famiglia
La moglie era la pediatra russo-israeliana e organizzatrice della salute pubblica Helena Moiseevna Kagan (1889, Tashkent - 1978, Gerusalemme), vincitrice del Premio Israele (1975); sua  sorellastra era una deputata del Knesset Rachel Cohen-Kagan, nata Rachel Lubersky.